# Ericson Core
Pour les articles homonymes, voir Core.
Ericson Core est un réalisateur et directeur de la photographie américain.
Il est connu pour avoir réalisé les films Invincible (2006), Point Break (2015) et Togo (2019).

## Biographie
Ericson Core fréquente l'université Art Center College of Design de Pasadena en Californie puis l'école de cinéma de l'université de Californie du Sud pour obtenir un baccalauréat universitaire ès lettres en production et réalisation,. Il reçoit un diplôme de maîtrise en arts en réalisation et photographie,.
Il commence sa carrière audiovisuelle comme directeur de la photographie de clips musicaux. Il travaille pour la première fois au cinéma avec le thriller Exit in Red (en) (1996) avec Mickey Rourke. Il enchaine avec plusieurs films d'actions et policiers comme 187 code meurtre, Payback, Fast and Furious ou encore Daredevil de Mark Steven Johnson,.
Au début des années 2000, il fait ses débuts de réalisateur en mettant en scène trois épisodes de la série télévisée Associées pour la loi. Il met en scène son premier long métrage de cinéma, Invincible, qui sort en 2006 et sur lequel il officie également en tant que directeur de la photographie. Mark Wahlberg y incarne Vince Papale. Le film reçoit des critiques plutôt bonnes et enregistre de bonnes recettes au box-office.
Il réalise ensuite Point Break (2015), remake du film du même nom de 1991,. Il y dirige notamment Édgar Ramírez et Luke Bracey. Le film reçoit des critiques négatives. Il récolte 133 millions de dollars au box-office, pour un budget de 105 millions.
Son troisième long métrage comme réalisateur, Togo, sort en 2019. C'est l'un des premiers films de la plateforme Disney+. Le film s'inspire des aventures du musher Leonhard Seppala et son chien Togo lors de la course au sérum de 1925. Il reçoit des critiques globalement positives.

### Vie privée
Il est marié depuis 2003 avec l'actrice Rana Haugen avec laquelle il a un enfant.

## Filmographie
Sauf indication contraire, les informations mentionnées dans cette section peuvent être confirmées par la base de données cinématographiques IMDb,  présente dans la section « Liens externes ».

### Réalisateur
- 2000-2001 : Associées pour la loi (Family Law) - 3 épisodes
- 2006 : Invincible
- 2008 : The Courier/2.0 (téléfilm)
- 2015 : Point Break
- 2016 : Of Kings and Prophets - 1 épisode
- 2017 : Still Star-Crossed - 2 épisodes
- 2017-2020 : MacGyver - 3 épisodes
- 2019 : Togo

### Directeur de la photographie
Cinéma et télévision
- 1995 : The Show (documentaire) de Brian Robbins
- 1996 : Exit in Red (en) de Yurek Bogayevicz
- 1996 : EZ Streets - épisode pilote
- 1997 : Gun - épisodes inconnus
- 1997 : 187 code meurtre (One Eight Seven) de Kevin Reynolds
- 1997 : Les ailes de l'amour (Before Women Had Wings) (téléfilm) de Lloyd Kramer
- 1999 : Payback de Brian Helgeland
- 1999 : Mumford de Lawrence Kasdan
- 2000 : Dancing at the Blue Iguana de Michael Radford
- 2001 : Fast and Furious (The Fast and the Furious) de Rob Cohen
- 2001 : Pas un mot (Don't Say a Word) de Gary Fleder (photographie additionnelle uniquement)
- 2003 : Daredevil de Mark Steven Johnson
- 2006 : Invincible de lui-même
- 2006 : Payback: Straight Up de Brian Helgeland (version director's cut de Payback)
- 2008 : The Courier/2.0 (téléfilm) de lui-même
- 2015 : Point Break de lui-même
- 2019 : Togo de lui-même

Clips musicaux
- 1994 : That's the Way It'z Goin' Down de Havocc & Prodeje (en)
- 1995 : Save Our Lovede London Jones